# SO705i
FOMA SO705i（フォーマ・エスオー なな まる ご アイ）は、ソニー・エリクソン・モバイルコミュニケーションズ（現・ソニーモバイルコミュニケーションズ）によって開発された、NTTドコモの第三世代携帯電話 (FOMA) 端末である。

## 概要
- 前機種のSO704iから大きく印象を変えた薄さを強調した直線的デザインで、これまでのターゲット顧客層であった若い女性だけでなく、男性にもアピールできるものとなった。
- しかし、SO702i以来のFOMA SO70*シリーズの伝統となった『着せ替え』コンセプトを継承、イルミネーションとStyle-Upパネル（別売）のきせかえで多彩な表情変化を演出。ダウンロードによるイルミネーションパターンの追加も可能。
- 指の腹に触れる部分に凸形状を施した大型の「ウェーブスクエアキー」を採用。一方でSO905iに搭載される「+JOG」には非対応。
- SO703i、SO704iでは非対応だったバックグラウンド再生が対応になり、楽曲再生中タスク機能を利用してiモードやメールなどの操作が可能になった。
- 今までのソニー・エリクソン製FOMAと異なり、Linux OSを採用している。下記に主立った特徴を列記する。
  - 頻繁に電話やメールをする相手の電話帳を即座に呼び出せる「直デン」機能を搭載。
  - カメラがN705i等と同じく、マクロ切替機能付の固定焦点式となった。
  - 音楽再生機能がWMA形式にも対応した。

| 主な対応サービス           | 主な対応サービス                    | 主な対応サービス           | 主な対応サービス                       |
| -------------------------- | ----------------------------------- | -------------------------- | -------------------------------------- |
| DCMX／おサイフケータイ     | うた・ホーダイ                      | 着うたフル／着うた         | デジタルオーディオプレーヤー(WMA)(AAC) |
| 直感ゲーム／メガiアプリ    | Music&Videoチャネル／ビデオクリップ | 3Gローミング（WORLD WING） | プッシュトーク                         |
| FOMAハイスピード           | GPS／ケータイお探し                 | デコメール／デコメ絵文字   | iチャネル                              |
| 着もじ                     | テレビ電話／キャラ電                | 電話帳お預かりサービス     | フルブラウザ                           |
| おまかせロック／バイオ認証 | 外部メモリーへiモードコンテンツ移行 | トルカ                     | iC通信／iCお引越しサービス             |
| きせかえツール／マチキャラ | バーコードリーダ／名刺リーダ        | 2in1                       | エリアメール                           |

1. ↑  「しゃべる」は非対応。
2. ↑  BモードのメールはWebメールとなる。

### プリインストールiアプリ
- Gガイド番組表リモコン
- DCMXクレジットアプリ
- ケータイクレジットiD

## 歴史
- 2007年11月1日 - D905i・D705i・D705iμ・F905i・F705i・N905i・N905iμ・N705i・N705iμ・P905i・P905iTV・P705i・P705iμ・PROSOLID μ・SH905i・SH905iTV・SH705i・SO905i・SO905iCS・SO705i・L705i・L705iX・NM705iの開発が発表。
- 2007年12月10日 - 技術基準適合証明 (TELEC) 通過
- 2007年12月13日 - 電気通信端末機器審査協会 (JATE) 通過
- 2008年1月10日 - 報道関係者向けの内覧会で実機を公開
- 2008年2月22日 - 販売開始

## 不具合
2008年5月13日に、以下の不具合の修正がソフトウェア更新でなされた。
- 2in1「Bモード」設定中にリダイヤルを「選択削除」で全て削除すると、「Aモード」のリダイヤルも全て削除される
- デコメ絵文字が入った署名を設定し、新規メールを作成中にマルチボタン選択後、メールボタンを押下し新規メール作成を実行すると、電源リセットする場合がある

2009年1月20日に、以下の不具合の修正がソフトウェア更新でなされた。
- サイトからダウンロードした一部「きせかえツール」を設定した場合、通常選択できないメニューが表示される場合がある